# Tom Meyer
Henry Thomas Meyer, detto Tom (Highland Park, 6 novembre 1922 – Vero Beach, 12 marzo 2019), è stato un cestista statunitense, professionista nella NBL e nella PBLA.

## Carriera
Ha giocato con i Detroit Gems in National Basketball League nella stagione 1946-1947, collezionando 24 presenze.